# Charles E. Lindblom
Charles Edward Lindblom (1917-2018) was een Amerikaanse emeritus professor in de Politicologie en Economie aan de Yale University. Lindblom is onder meer voorzitter geweest van de volgens sommigen, wetenschappelijk gezien, gezaghebbende ‘American Political Science Association’ en de ‘Association for Comparative Economic Studies’. Daarnaast was hij directeur van Yales ‘Institution for Social and Policy Studies’.
Hij staat bekend om zijn theorie over The Science of Muddling Through ofwel de wetenschap van het doormodderen.

## Werk
Lindblom staat vooral bekend vanwege zijn werk aan de theorie van het incrementalisme bij besluitvorming en het maken van beleid. In deze visie wordt het besluitvormingsproces gezien als een proces met veel moeizame kleine stapjes (baby-steps). Men moet door de modder waden (Muddling Through) en grote stappen zijn daarbij niet mogelijk. Verandering van beleid is volgens Lindblom in de meeste gevallen een evolutionair proces en geen revolutionair proces.
Hij borduurt verder op de begrensde rationaliteit (Engels: bounded rationality) van Herbert Simon. Lindblom had kritiek op het economisch planbeleid van de jaren 50, wat heel typisch was voor die tijd. Het idee van de maakbare samenleving heerste namelijk heel erg. Lindblom vroeg zich af waarom de overheid zo fanatiek gebruikmaakte van rationele methoden als mensen beperkt rationeel zijn.
Hij onderscheidde twee ideaaltypen van beleid maken:
1. Root method – alias Rational Comprehension Method – beslissingen worden onder in de wortel gemaakt, probleem wordt helemaal uitgekleed, volledig rationeel. Deze methode werkte volgens Lindblom echter niet en kan volgens hem ook niet want mensen zijn beperkt rationeel en problemen zijn meestal veel te complex.
2. Branch method – alias Succesive Limited Comparison Method – steeds kleine stapjes van beslissingen, kijk wat er gebeurt en neem weer een beslissing, achteraf is te zien dat er misschien een samenhangend beleid is.

De twee methodes verschillen volgens Lindblom op vijf punten. De Root method veronderstelt dat het mogelijk is om overeenstemming te bereiken over doelen. Deze doelen kunnen dan vervolgens middelen toegekend worden. De Branch method gaat ervan uit dat het niet mogelijk is om concrete eenduidige doelen te stellen omdat er te veel belangen meespelen. De gebruikte middelen zijn meestal ook 'slechts' middelen die beschikbaar zijn en niet per definitie de beste middelen. De reikwijdte van de analyse van de Root method is dus ook veel groter dan die van de Branch method. De eerste leunt heel zwaar op theorie, maar bij de tweede is dat niet nodig omdat er veelvuldig gebruik wordt gemaakt van vergelijkingen en het bijstellen van doelen. Goed beleid is bij de Root method het halen van de doelstellingen met de gebruikte middelen, terwijl bij de Branch method goed beleid is gemaakt wanneer mensen het daar over eens zijn.
Volgens Lindblom moeten beleidsmakers gebruikmaken van de Root method maar rekening houden met de praktijk, de Branch method.

## Beknopte bibliografie
- The Market System: What It Is, How It Works, and What to Make of It, Yale University Press, 2001.
- The Policy-Making Process, 3rd. ed. with Edward J. Woodhouse, Englewood Cliffs, NJ: Prentice Hall, 1993.
- Usable Knowledge: Social Science and Social Problem Solving with David K. Cohen, Yale University Press, 1979
- Politics and Markets: The World's Political-Economic Systems, New York: Basic, 1977.
- Politics, economics, and welfare: planning and politico-economic systems resolved into basic social processes, with Robert A. Dahl ; with a new pref. by the authors. Chicago : University of Chicago Press, 1976.
- The Intelligence of Democracy, Free Press, 1965.
- The Science Of Muddling Through, in Public Administration Vol. 19, pp. 79-88, 1959.
- The Policy-Making Process, 2nd edition, Englewood Cliffs, NJ: Prentice- Hall, 1948.